# George Talbot, 4. Earl of Shrewsbury

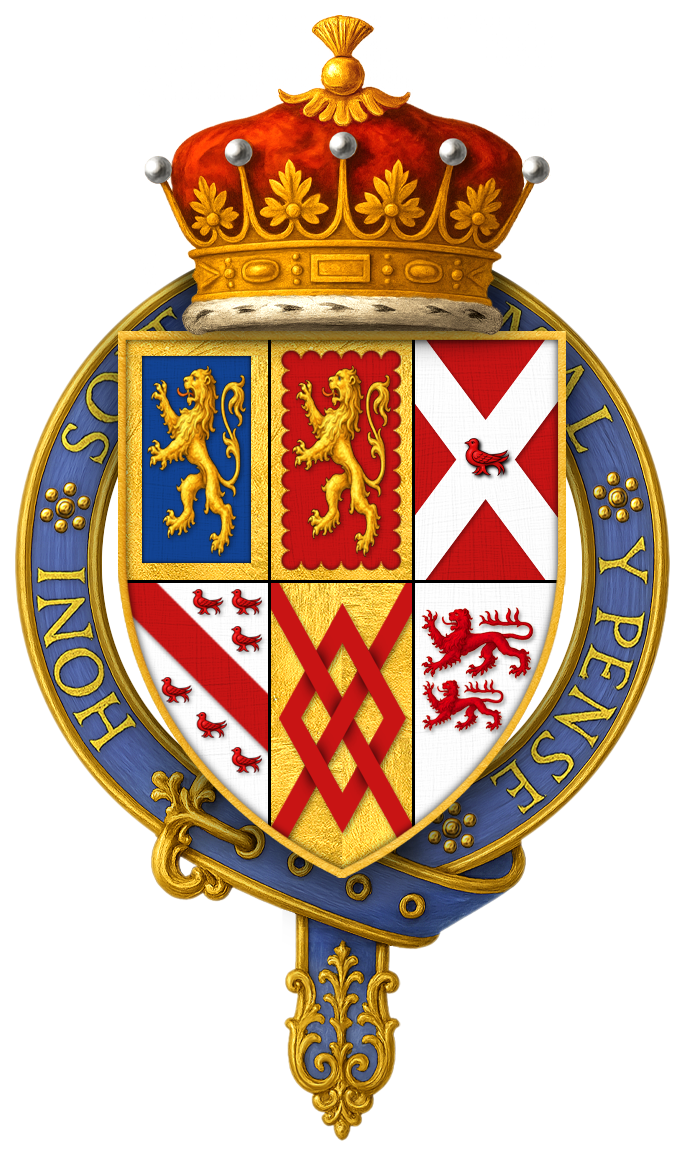
Wappen von George Talbot, 4. Earl of Shrewsbury, Ritter des Hosenbandordens

George Talbot, 4. Earl of Shrewsbury KG (* 1468 in Shifnal, Shropshire; † 26. Juli 1538 in Derbyshire) war ein englischer Adliger.
George Talbot wurde 1468 als Sohn von John Talbot, 3. Earl of Shrewsbury geboren. Als sein Vater im Jahr 1473 starb, erbte der fünfjährige Talbot dessen Titel und wurde der 4. Earl of Shrewsbury. Am 18. April 1475 wurde er zum Knight of the Bath geschlagen.
Bei der Krönung von Heinrich VII. am 30. Oktober 1485 war er anwesend und durfte das Schwert der Barmherzigkeit tragen. Diese Aufgabe übernahm er auch bei der Krönung von Heinrich VIII. am 24. Juni 1509.
Im Mai 1487 wurde er captain in der Armee von Heinrich VII. und kämpfte am 16. Juni in der Schlacht von Stoke. Am 27. April 1488 wurde er Ritter des Hosenbandordens. Im Juli 1490 wurde der 4. Earl of Shrewsbury zum Kommandanten einer 8000 Mann starken Armee ernannt, die die Aufgabe hatte, Franz II., Herzog der Bretagne, gegen Karl VIII. von Frankreich zu helfen. Im Oktober 1492 begleitete er Heinrich VII. nach Boulogne-sur-Mer und war bei der Unterzeichnung des Vertrags von Étaples am 3. November desselben Jahres anwesend.
1502 wurde Talbot Lord Steward of the Household, Privy Councillor sowie einer der Chamberlains of the Exchequer. Am 10. November 1511 wurden er und der Earl of Surrey als Botschafter zu Papst Julius II. geschickt, um ein Bündnis gegen Frankreich auszuhandeln. Sieben Jahre später wurde er in einer ähnlichen Mission zu Ferdinand von Aragón geschickt. 1520 war er in Camp du Drap d’Or anwesend.
Er starb im Juli 1538 im Alter von 70 Jahren in seinem Anwesen in Wingfield, Derbyshire. Sein Grabmal befindet sich in der Shrewsbury Chapel in der Kathedrale von Sheffield.

## Familie
Im Jahr 1486 heiratete Talbot Anne Hastings, eine Tochter von William Hastings, 1. Baron Hastings. Aus der Ehe gingen 11 Kinder hervor. Sein ältester Sohn Henry starb im Kindesalter, und so erbte sein zweitältester Sohn Francis Talbot die Titel seines Vaters.
Nach dem Tod seiner ersten Frau 1520 heiratete er Elizabeth Walden, die Tochter von Sir Richard Walden. Mit ihr hatte er eine Tochter.